# توگلیاتی آزوت
توگلیاتی آزوت (روسی: ТольяттиАзот) شرکت صنایع شیمیایی روس است، که در سال ۱۹۷۴ تأسیس شد.